# Mona (Jamaïque)
Pour les articles homonymes, voir Mona.
Mona est un quartier du sud-est de la paroisse de Saint Andrew, situé à environ huit kilomètres de Kingston, en Jamaïque.    
Ancienne plantation de canne à sucre, c'est le site d'un réservoir desservant la ville de Kingston et est aussi celui du campus principal de l'Université des Indes occidentales.

## Géographie
Mona est bordée par les communautés voisines de Liguanea, Hope Pastures, Beverly Hills, August Town et Papine. 

### Réservoir de Mona

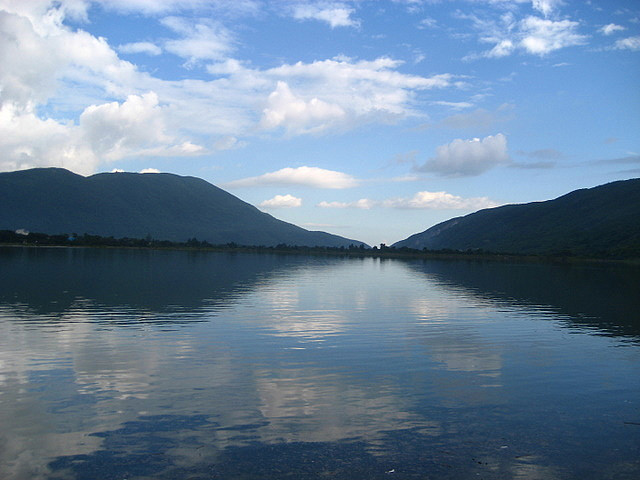
Réservoir de Mona.

Le réservoir de Mona remplace le système d'aqueducs utilisé dans les plantations de canne à sucre, puis dans la ville de Kingston. Le réservoir est maintenant la principale source d'eau pour Kingston et une zone de loisirs pour les randonneurs. 

## Histoire
Une grande portion de Mona est située sur ce qui était auparavant une partie du territoire attribué aux officiers britanniques qui ont repris la Jamaïque aux Espagnols en 1655,. 

### Mona Estate
Le domaine de Mona était autrefois une grande plantation de canne à sucre avec de l'eau fournie par des aqueducs en pierre. Des preuves de son existence peuvent être trouvées dans les ruines de la roue hydraulique, des moulins et des aqueducs sur le campus Mona de l'Université des Indes occidentales. 